# Mordella leucaspis
Mordella leucaspis là một loài bọ cánh cứng trong họ Mordellidae. Loài này được Küster miêu tả khoa học năm 1849.